# Unione Sportiva Viterbese 1997-1998
Questa pagina raccoglie le informazioni riguardanti l'Unione Sportiva Viterbese nelle competizioni ufficiali della stagione 1997-1998.

## Rosa
| N. |                   | Ruolo | Calciatore          |
| -- | ----------------- | ----- | ------------------- |
|    | Italia (bandiera) | D     | Pietro Barbaranelli |
|    | Italia (bandiera) | A     | Alessandro Battisti |
|    | Italia (bandiera) | D     | Marco Didu          |
|    | Italia (bandiera) | C     | Alessandro Ettori   |
|    | Italia (bandiera) | A     | Fabrizio Fermanelli |
|    | Italia (bandiera) | P     | Patrizio Fimiani    |
|    | Italia (bandiera) | C     | Luciano Foschi      |
|    | Italia (bandiera) | C     | Andrea Guernier     |
|    | Italia (bandiera) | C     | Fabio Liverani      |
|    | Italia (bandiera) | A     | Simone Lucchini     |

| N. |                   | Ruolo | Calciatore              |
| -- | ----------------- | ----- | ----------------------- |
|    | Italia (bandiera) | D     | Christian Martini       |
|    | Italia (bandiera) | D     | Luca Miscoli            |
|    | Italia (bandiera) | D     | Massimiliano Nardecchia |
|    | Italia (bandiera) | D     | Michele Pagano          |
|    | Italia (bandiera) | D     | Carmine Parlato         |
|    | Italia (bandiera) | C     | Maurizio Pellegrino     |
|    | Italia (bandiera) | C     | Fabio Sposito           |
|    | Italia (bandiera) | C     | Simone Tamburro         |
|    | Italia (bandiera) | D     | Mirko Tocchi            |